# Bothropolys riedeli
Bothropolys riedeli är en mångfotingart som beskrevs av Matic 1974. Bothropolys riedeli ingår i släktet Bothropolys och familjen stenkrypare. Inga underarter finns listade i Catalogue of Life.